# Salts de gran altura al Campionat del Món de natació de 2013
La competició de salts de gran altura al Campionat del Món de natació de 2013 es realitza entre els dies 29 i 31 de juliol de 2013 al Port Vell (Barcelona).

## Proves
La competició masclina consta de cinc rondes i la competició femenina de tres.

## Calendari
| Data                 | Hora  | Prova               |
| -------------------- | ----- | ------------------- |
| 29 de juliol de 2013 | 16:00 | ronda 1 i 2 (homes) |
| 30 de juliol de 2013 | 16:00 | Final (dones)       |
| 31 de juliol de 2013 | 16:00 | Final (homes)       |

## Resum de medalles

### Categoria masculina
| Event               | Or            | Or     | Plata     | Plata  | Bronze           | Bronze |
| salt de gran altura | Orlando Duque | 590.20 | Gary Hunt | 589.30 | Jonathan Paredes | 578.35 |

### Categoria femenina
| Event               | Or              | Or     | Plata        | Plata  | Bronze     | Bronze |
| salt de gran altura | Cesilie Carlton | 211.60 | Ginger Huber | 206.70 | Anna Bader | 203.90 |

## Medaller
| Posició | País         | Or | Plata | Bronze | Total |
| 1       | Estats Units | 1  | 1     | 0      | 2     |
| 2       | Colòmbia     | 1  | 0     | 0      | 1     |
| 3       | Regne Unit   | 0  | 1     | 0      | 1     |
| 4       | Alemanya     | 0  | 0     | 1      | 1     |
| 4       | Mèxic        | 0  | 0     | 1      | 1     |
| Total   | Total        | 2  | 2     | 2      | 6     |